# 아서앤더슨
아서앤더슨(Arthur Andersen)은 동명의 회계사가 창립한 시카고에 위치했던 과거의 미국의 회계 기업으로, 감사, 세무, 컨설턴트, 그리고 기타 전문 서비스들을 대형 코퍼레이션들에 제공했다. 2001년, 세계 최대의 다국적 기업들 중 하나가 되었으며 Deloitte & Touche, 언스트 앤 영, KPMG, 프라이스워터하우스쿠퍼스와 함께 빅5 회계 기업 중 한 곳이었다. 2002년, 아서앤더슨은 중순 에너지 기업 엔론과 통신 기업 월드컴의 분식회계 사실이 드러남으로써 해체되었고 지금은 컨설팅 업체로만 존속중이다. 이 스캔들은 2002년 사베인스 옥슬리법의 발효 요인의 하나였다.

## 같이 보기
- 분식회계